# 豊川市桜ヶ丘公園

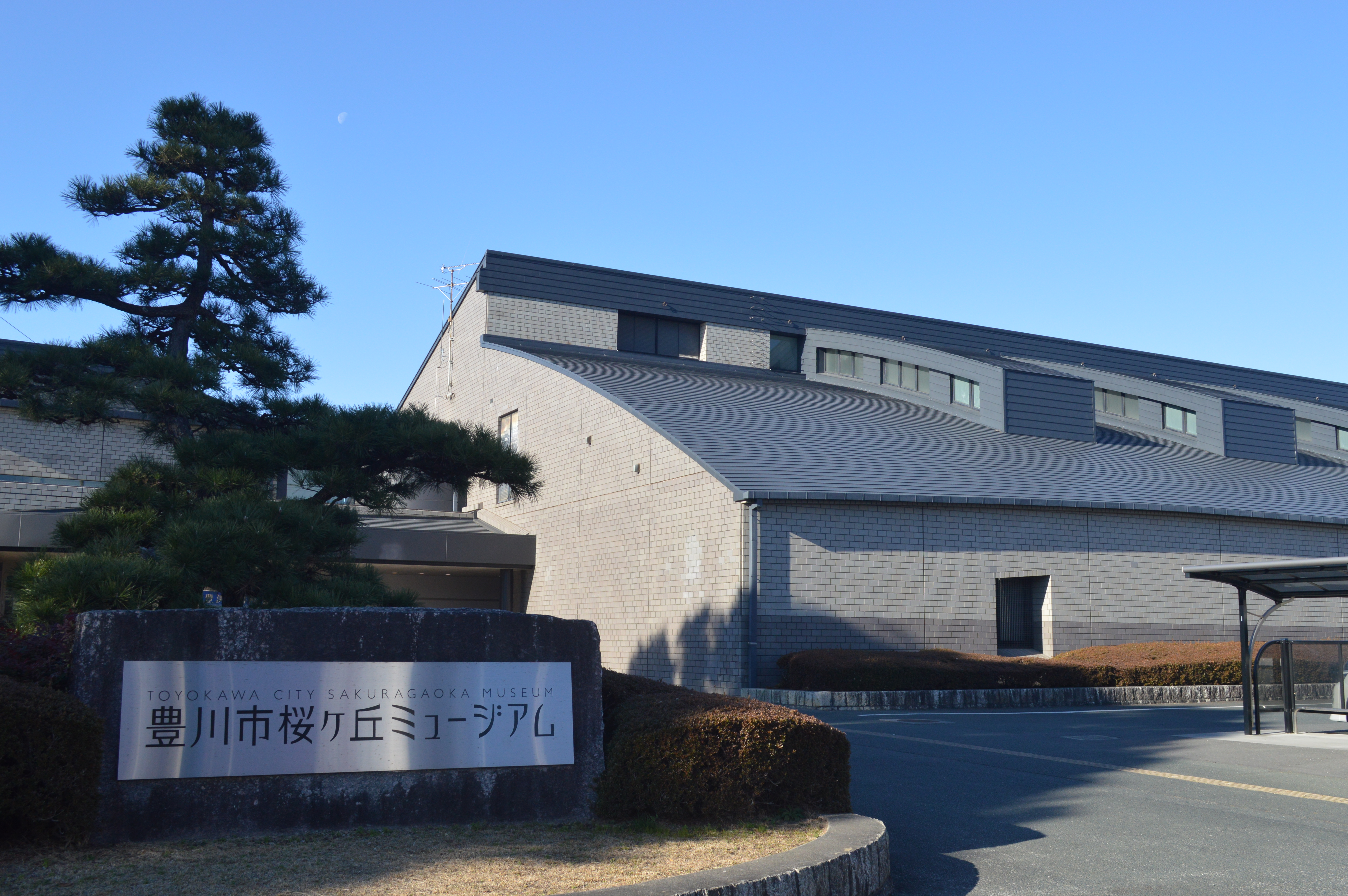
桜ヶ丘ミュージアム

豊川市桜ヶ丘公園（とよかわしさくらがおかこうえん）は、愛知県豊川市桜ケ丘町にある公園である。

## 概要
広場内はスポーツ広場、桜ヶ丘ミュージアム、茶室「心々庵」で構成される。スポーツ広場には薄墨桜があり、春には花見客が多数訪れるほか、テニスコートやソフトボール場もあり、休日には家族連れで賑わう。
広場に隣接して妙厳寺（豊川稲荷）のグラウンドと野球場があり、豊川高等学校が試合などに使用している。

## 歴史
桜ヶ丘ミュージアムは1983年（昭和58年）に「ふるさと資料館」「ふれあいホール」として開館した。同時にスポーツ広場なども整備され、現在の形となった。現在、妙厳寺のグラウンド・野球場があるところには、かつて豊川稲荷外苑球場という野球場があり、プロ野球の公式戦が行われたこともあった。
1994年（平成6年）に「ふるさと資料館」と「ふれあいホール」を改修・統合し、「桜ヶ丘ミュージアム」が開館した。
現在、桜ヶ丘ミュージアムにはさまざまな美術作品や郷土資料が展示されている。

## 桜ヶ丘ミュージアム

### 所在地
- 愛知県豊川市桜ケ丘町79-2

### 休館日
- 毎週月曜日
- 年末年始（12月29日～1月3日）
- ゴールデンウィーク明け1週間

## 交通アクセス
- 豊川駅前から豊川市コミュニティバス千両三上線「上千両集会所」行きで「地域文化広場」停留所下車。
- 豊川駅前から豊鉄バス「豊橋駅前」行きで「イオン豊川店」停留所下車、徒歩で約5分。
  - このバスは豊橋駅前、諏訪町駅前からも乗車可能。